# Bafertisite
La bafertisite è un minerale appartenente al supergruppo della seidozerite e al gruppo omonimo.